# Festival international du film de Mannheim-Heidelberg
Le Festival international du film de Mannheim-Heidelberg (en allemand Internationales Filmfestival Mannheim-Heidelberg, ou IFFMH) est un festival de cinéma dans le Bade-Wurtemberg en Allemagne. Le festival a été créé en 1952 et est devenu l'un des plus importants festivals d'Allemagne. Depuis 1994, il est co-organisé annuellement au mois de novembre par les villes de Mannheim et Heidelberg.

## Organisation
L'IFFMH est destiné aux professionnels de l'industrie du cinéma ainsi qu'aux amateurs de cinéma, avec près de 500 professionnels participants et environ 60 000 visiteurs chaque année, c'est l'un des plus importants festival d'Allemagne. Après plusieurs séances de projections un panel du public peut échanger avec les équipes techniques des films, tels les réalisateurs, les producteurs, les acteurs.
Ce festival présente les longs métrages de jeunes nouveaux réalisateurs encore inconnus. Sont sélectionnés les films de réalisateurs encore jamais vus, sont exclus ceux visionnés aux festivals de Cannes, Locarno, Venise et autres. Depuis 2010, le festival est suivi du Forum de rencontre de Mannheim (Mannheim Meeting Place), ce forum succède à l'ancien marché de coproduction des Rencontres de Mannheim du festival.
D'anciens jeunes réalisateurs inconnus se sont distingués dans l'histoire du festival, comme Jim Jarmusch, Thomas Vinterberg, Bryan Singer, Atom Egoyan, François Truffaut, Rainer Werner Fassbinder, Krzysztof Kieslowski, Lars von Trier ou Rahmin Bahrani. Ils y ont tous été présentés pour la première fois à un public international[réf. nécessaire].

## Compétitions et remises de prix

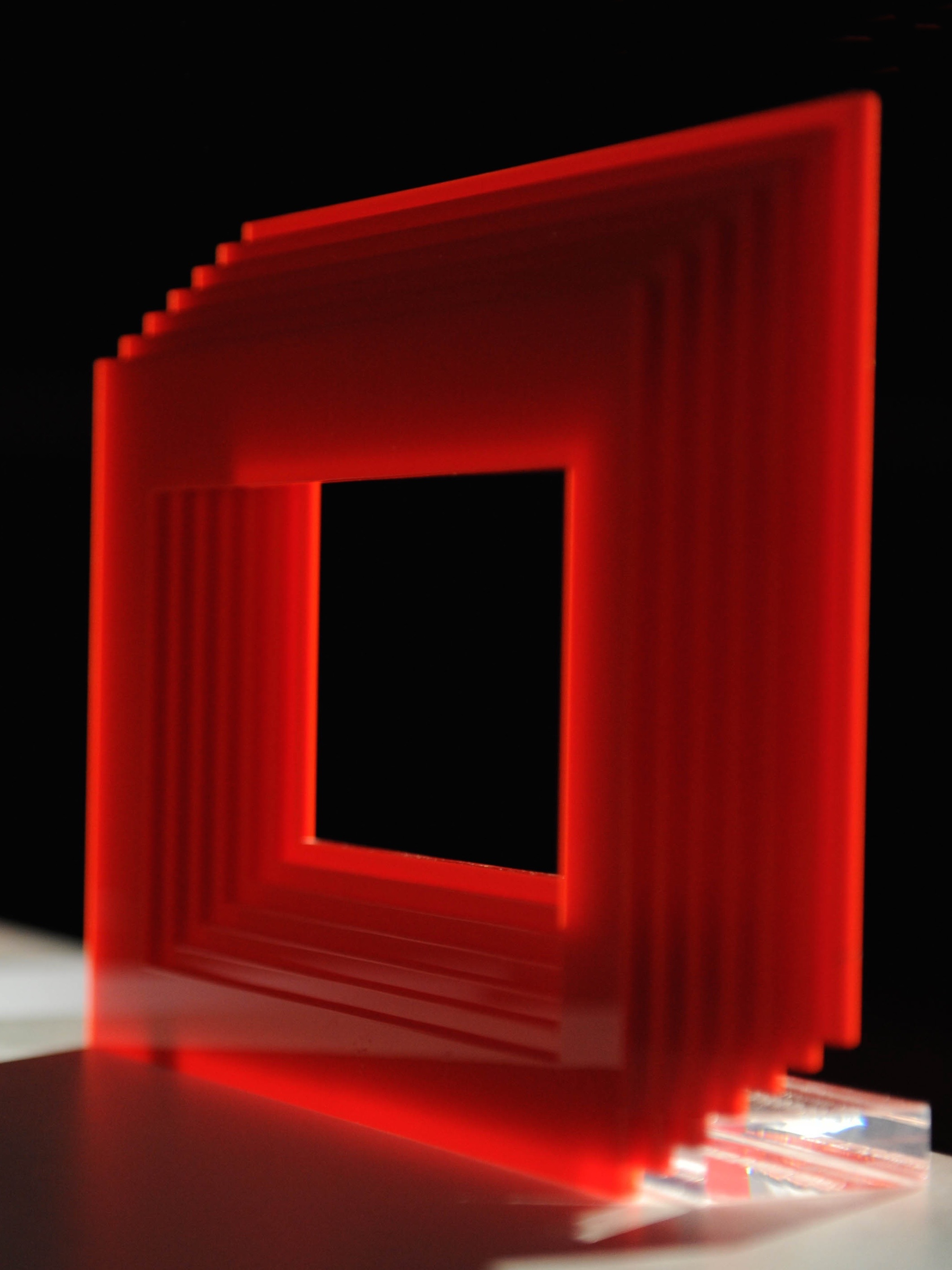
Le Grand Prix du festival remis aux lauréats.

- Grand prix Mannheim-Heidelberg du nouveau venu : pour le meilleur film de long métrage de fiction (longueur minimum de 70 minutes).
- Prix Mannheim-Heidelberg spécial du nouveau venu : pour le meilleur long métrage narré non conventionnel (longueur minimum de 70 min). Ce prix n'est pas partageable en ex æquo.
- Prix Mannheim-Heidelberg spécial de reconnaissance : pour un film de longueur minimum de 70 min, ou pour l'interprétation remarquable en tant qu'acteur ou le travail exemplaire en tant que scénariste, réalisateur, etc. Ce prix peut être partagé sur requête.
- Mention Mannheim-Heidelberg spéciale : pour un film commémoratif ou réalisations spéciales comme acteur, photographie, musique, montage, etc. Distinctions au-delà de trois gagnants possible sur requête.
- Prix Mannheim-Heidelberg du jeune créateur : pour la meilleure création d'une série dramatique pertinente qui n'a pas été diffusée (depuis 2015).
- Le prix international de critique du film : remis par le jury de la FIPRESCI pour un film en compétition.
- Le prix du film œcuménique : remis par le jury œcuménique pour un film en compétition.
- Prix de Mannheim-Heidelberg du Public : pour le film le plus apprécié par le public du festival, indépendamment du genre et de sa longueur.
- Les recommandations du jury des propriétaires de salles de cinéma : pour un film en compétition qui devrait être adapté pour le théâtre en Allemagne.

### Prix d'honneur du cinéma
En complément, depuis 1998 et de façon irrégulière, des cinéaste sont distingués par le Prix d'honneur du cinéma. 
- 1998 : Theo Angelopoulos
- 1999 : Otar Iosseliani
- 2002 : Zhang Yimou
- 2003 : Raoul Ruiz
- 2004 : Wim Wenders, Edgar Reitz
- 2006 : Aleksandr Sokurov
- 2009 : Atom Egoyan
- 2015 : Olivier Assayas

### Prix des nouveaux grands réalisateurs
En complément, depuis 2013, le prix d'honneur des nouveaux réalisateurs de renom a été délivré à :
- 2013 : Frédéric Fonteyne
- 2014 : Geoffrey Enthoven

## Palmarès par année

### 2014
- Grand prix du jeune réalisateur - Principal prix Mannheim-Heidelberg : 23 Segundos (23 Seconds), Dimitry Rudakov (Uruguay)
- Prix spécial Mannheim-Heidelberg du jeune réalisateur : Nabat, Elchin Musaoglu (Azerbaïdjan)
- Prix spécial du jury international : A Despedida (Farewell), Marcelo Galvao (Brésil)
- Prix du public : Ghadi, Amin Dora (Liban)
- Prix de critique du film international : Nabat, Elchin Musaoglu (Azerbaïdjan)
- Prix du Jury œcuménique : Nabat, Elchin Musaoglu (Azerbaïdjan)
- Recommandations des propriétaires de salles de cinéma : Patrick's Day de Terry McMahon (Irlande),  In the Crosswind de Martti Helde, (Estonie)

### 2015
- Grand Prix du jeune réalisateur - Principal prix Mannheim-Heidelberg : The Thin Yellow Line, Celso R. Garcia (Mexique)
- Prix spécial Mannheim-Heidelberg du jeune réalisateur : 12 Months in 1 Day, Margot Schaap (Pays-Bas)
- Prix spécial reconnaissant de Mannheim-Heidelberg : attribué à la réalisatrice Rebecca Cremona, Simshar (Malte)
- Prix du public (Compétition internationale du film du jeune réalisateur ) : Jeremy, Anwar Safa (Mexique)
- Prix de critique du film international : 12 Months in 1 Day, Margot Schaap (Pays-Bas)
- Prix du Jury œcuménique : Walking Distance, Alejandro Guzmán Álvarez (Mexique)
- Recommandations des propriétaires de salles de cinéma : Home Care de Slavek Horak (République tchèque), Paradise Trips de Raf Reyntjens (Belgique), et Jeremy d'Anwar Safa, (Mexique)
- Prix Mannheim-Heidelberg des jeunes créateurs : Occupied, Karianne Lund et Erik Skjoldbjærg (Norvège)
- Prix du public(Compétition internationale de la série de comédie dramatique) : Familie Braun, Manuel Meimberg et Uwe Urbas (Allemagne)

### 2016
Le 65e festival se déroule du 10 au 20 novembre 2016.

## Galerie

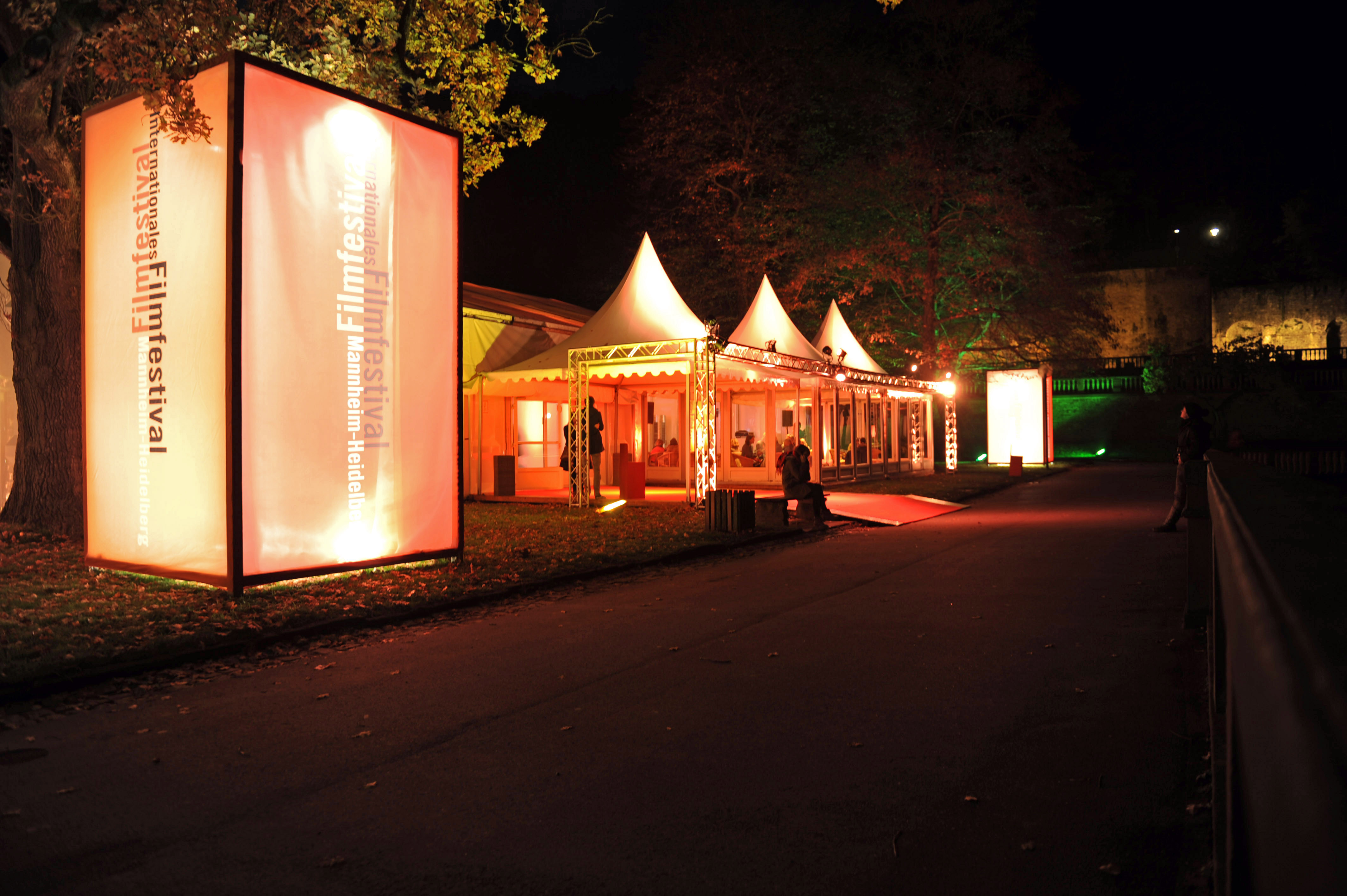
Arrivée à Heidelberg.
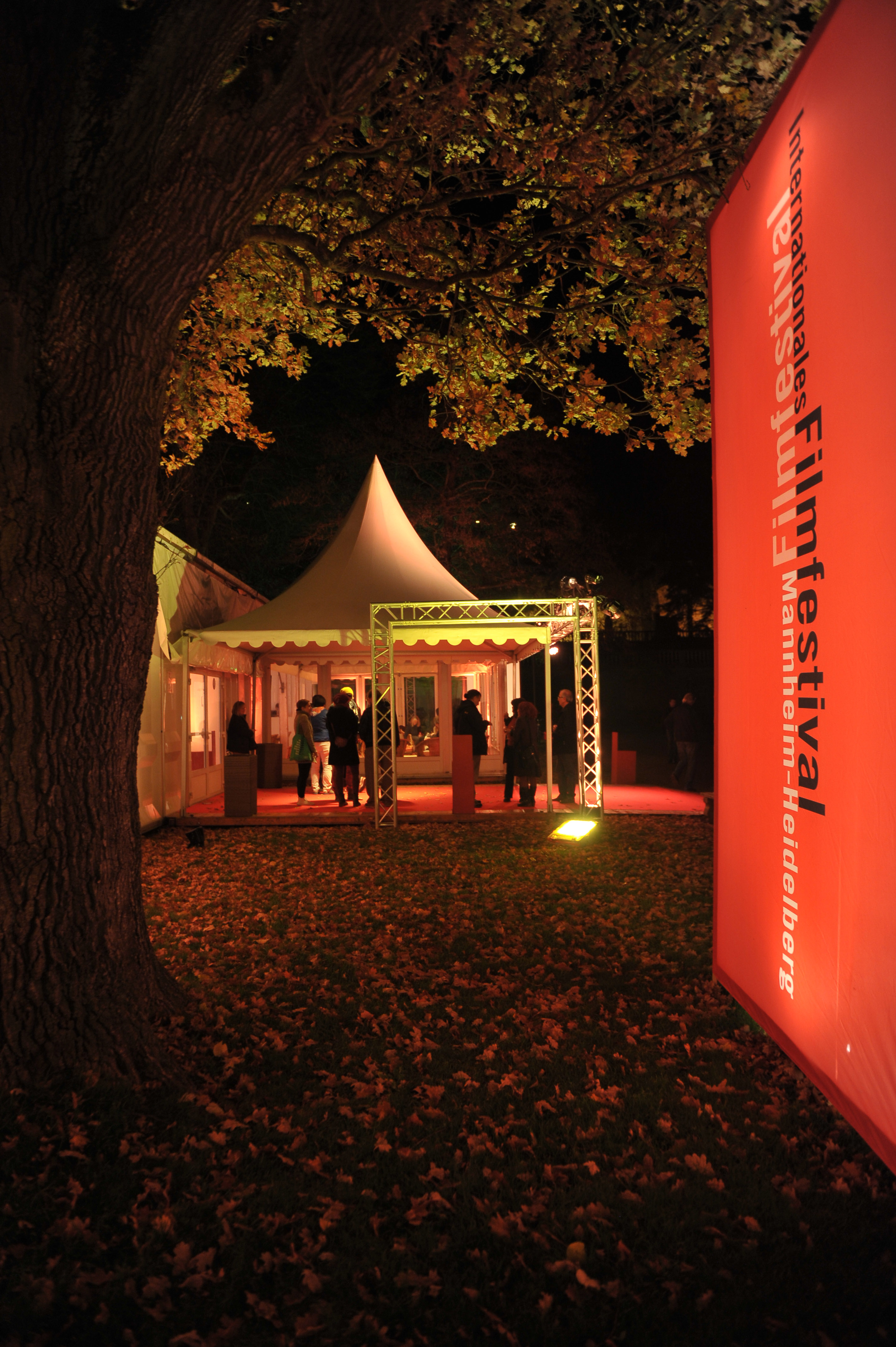
Idem.
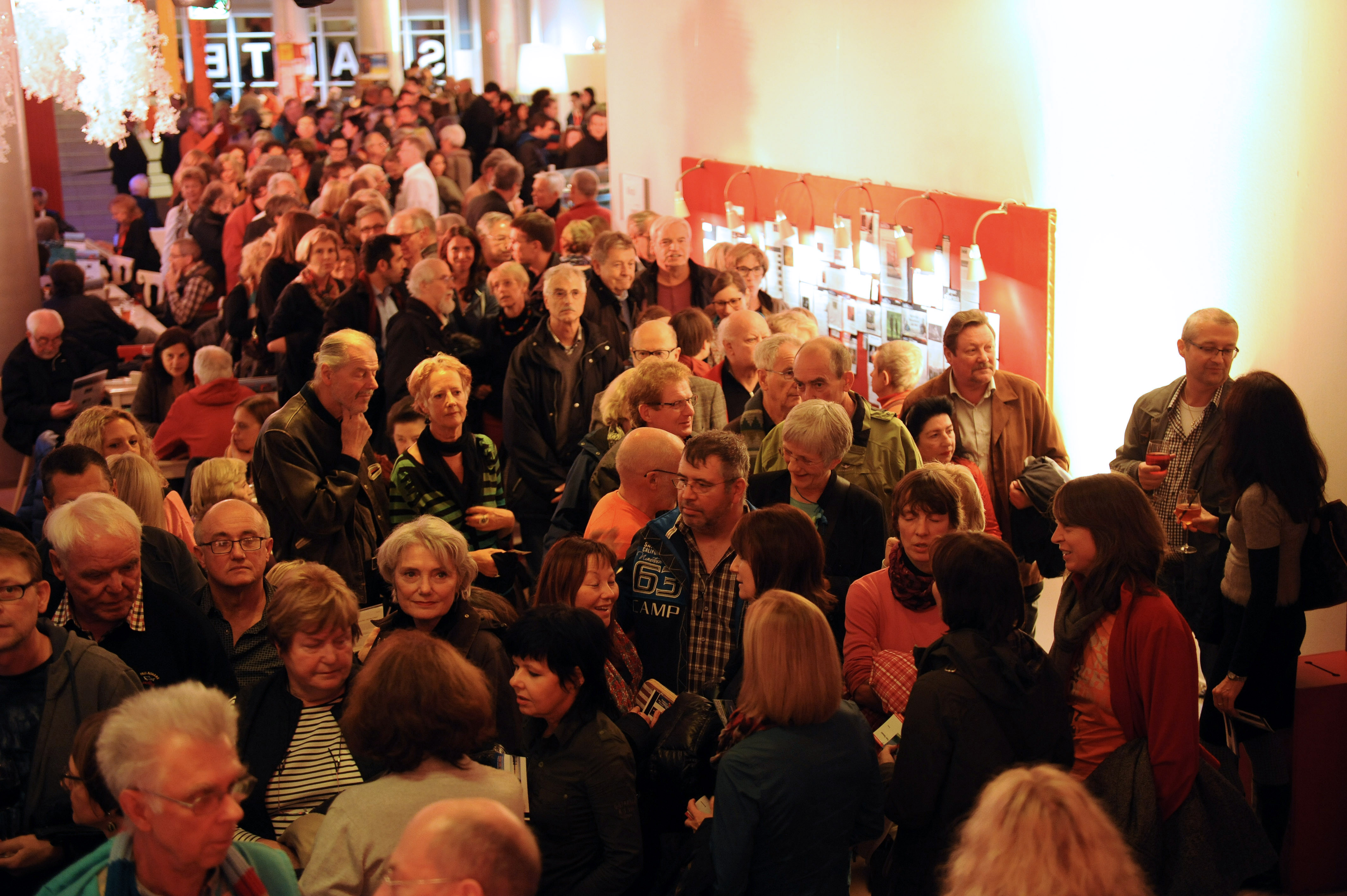
Foule de visiteurs du festival à l'Hôtel de ville de Mannheim.
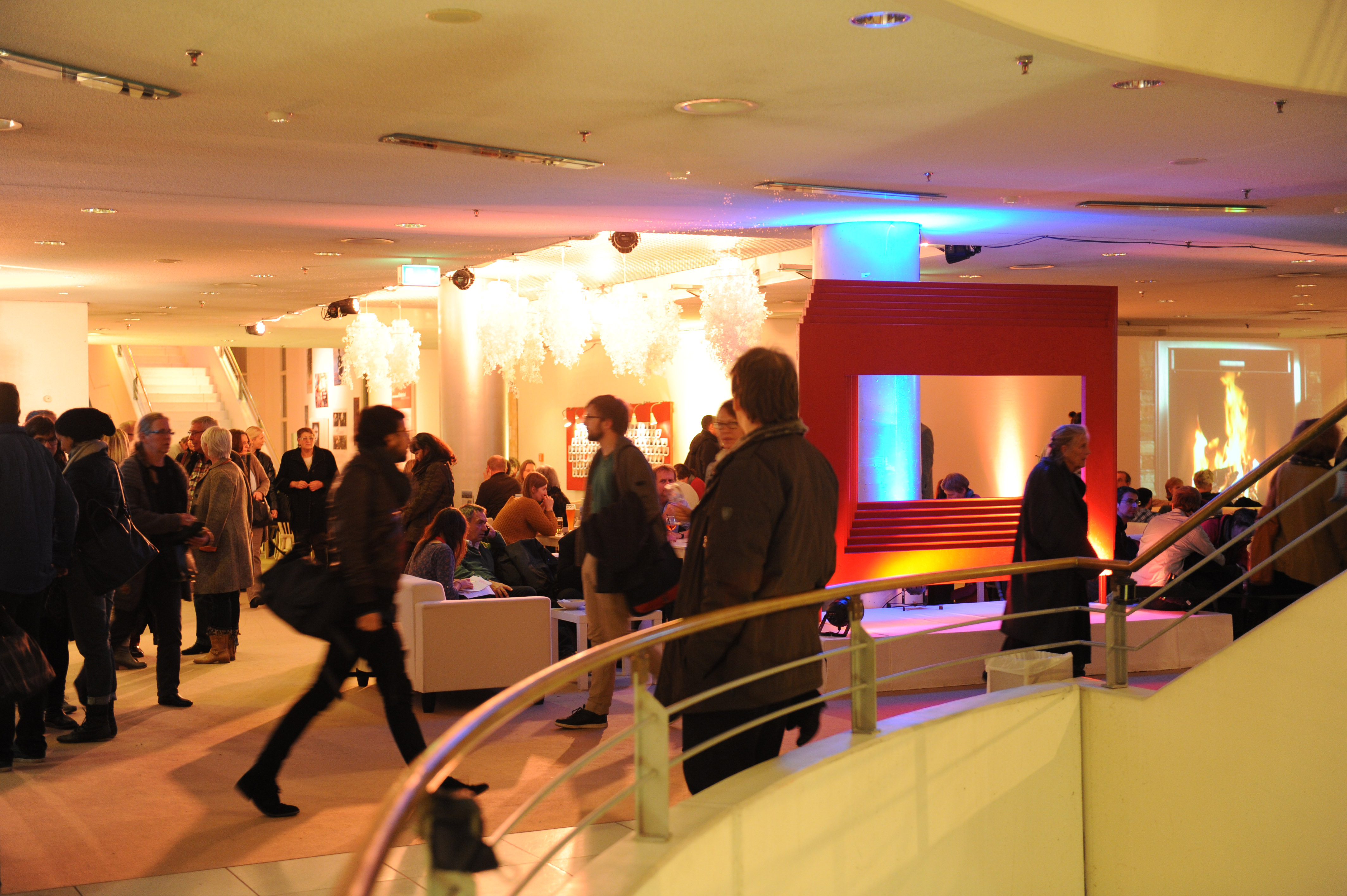
Visiteurs du festival à Mannheim.
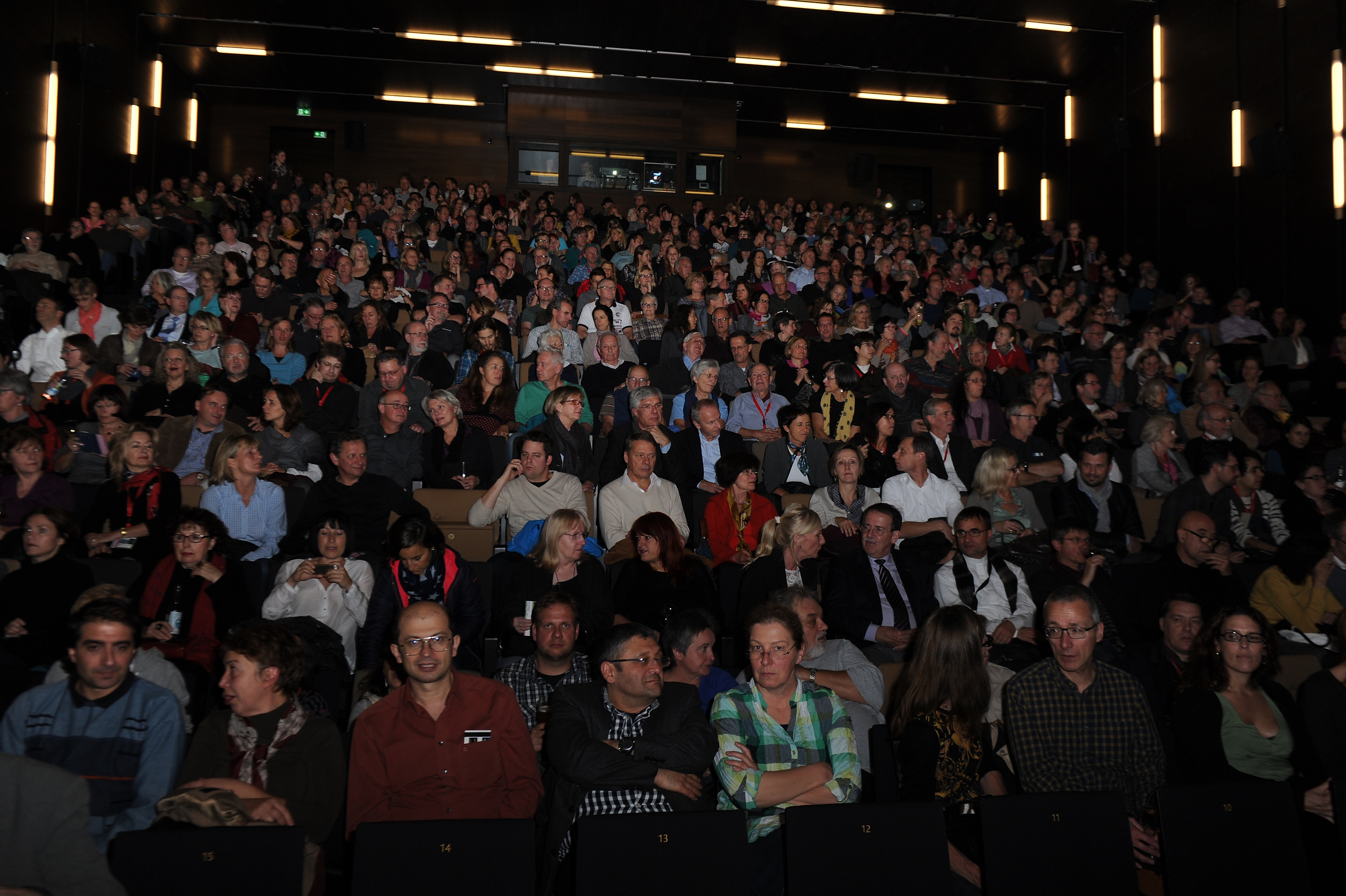
Festivaliers à l'Hôtel de ville de Mannheim.